# Bellús
Bellús ist eine spanische Gemeinde (Municipio) mit 302 Einwohnern (Stand: 2024) in der Valencianischen Gemeinschaft, in der Comarca Vall d’Albaida.

## Lage
Bellús liegt in einer Höhe von ca. 180 m. Der Río Albaida, der hier zum Stausee Embassement de Bellús aufgestaut wird, begrenzt die Gemeinde im Osten. Die Provinzhauptstadt Valencia liegt etwa 60 Kilometer in nordnordöstlicher Richtung.

## Geschichte
| Jahr      | 1900 | 1930 | 1950 | 1960 | 1970 | 1981 | 1991 | 2001 | 2011 | 2021 |
| --------- | ---- | ---- | ---- | ---- | ---- | ---- | ---- | ---- | ---- | ---- |
| Einwohner | 322  | 377  | 385  | 422  | 421  | 407  | 413  | 400  | 357  | 311  |

## Kultur und Sehenswürdigkeiten
- Annenkirche (Església de Santa Ana)
- Christuskapelle
- Herrenhaus der Los Bellvís (altes Rathaus)

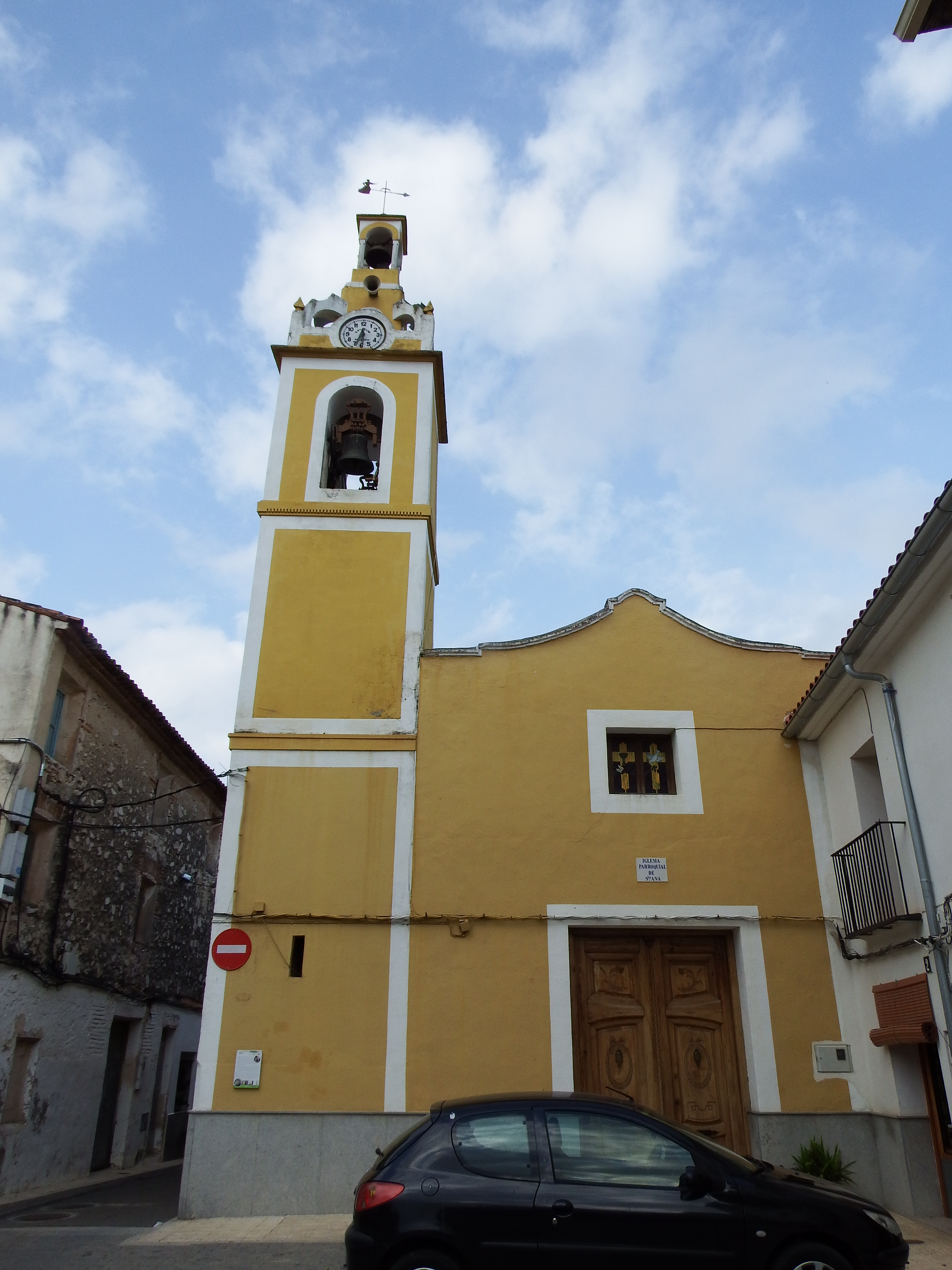
Annenkirche
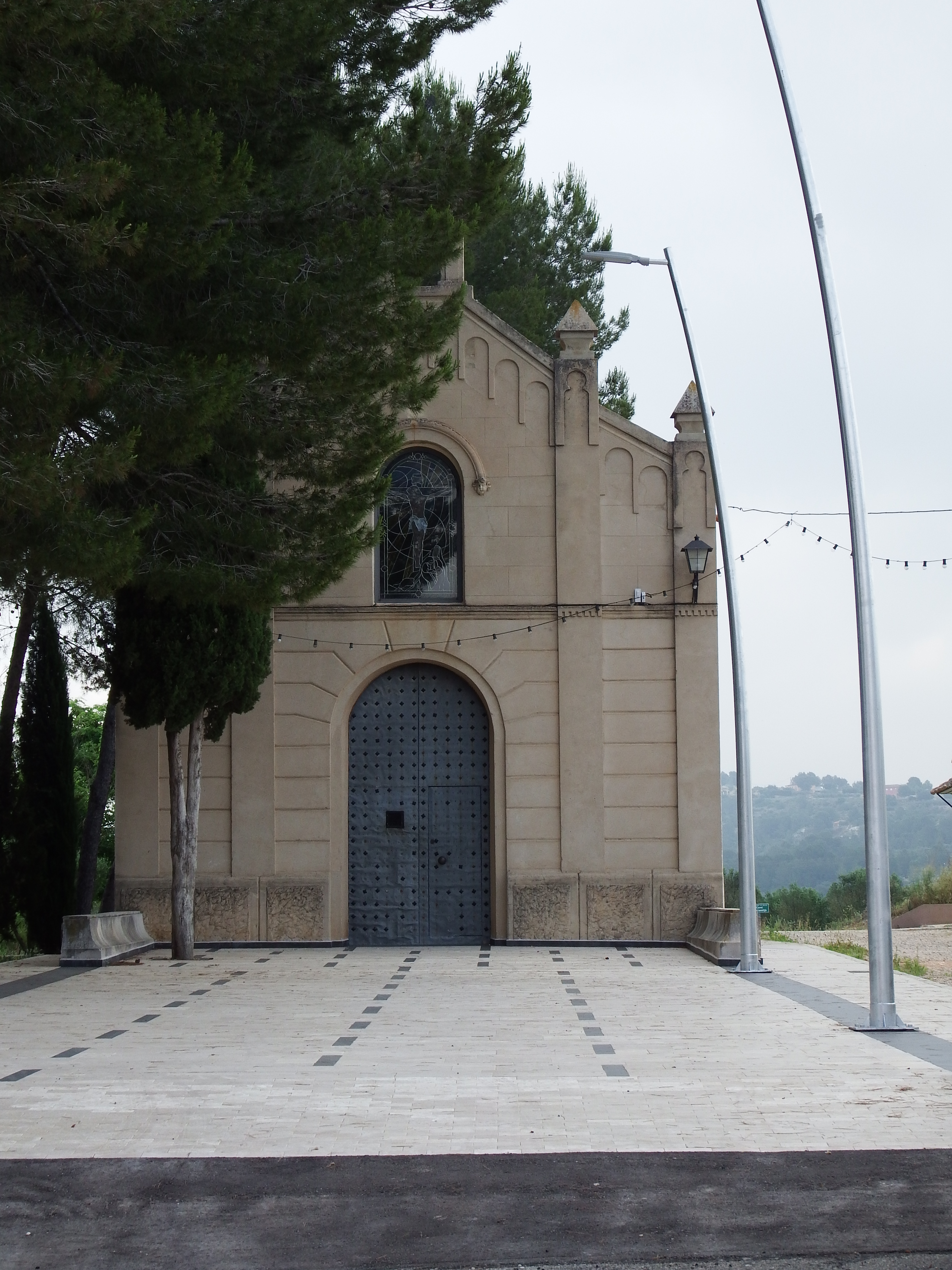
Christuskapelle
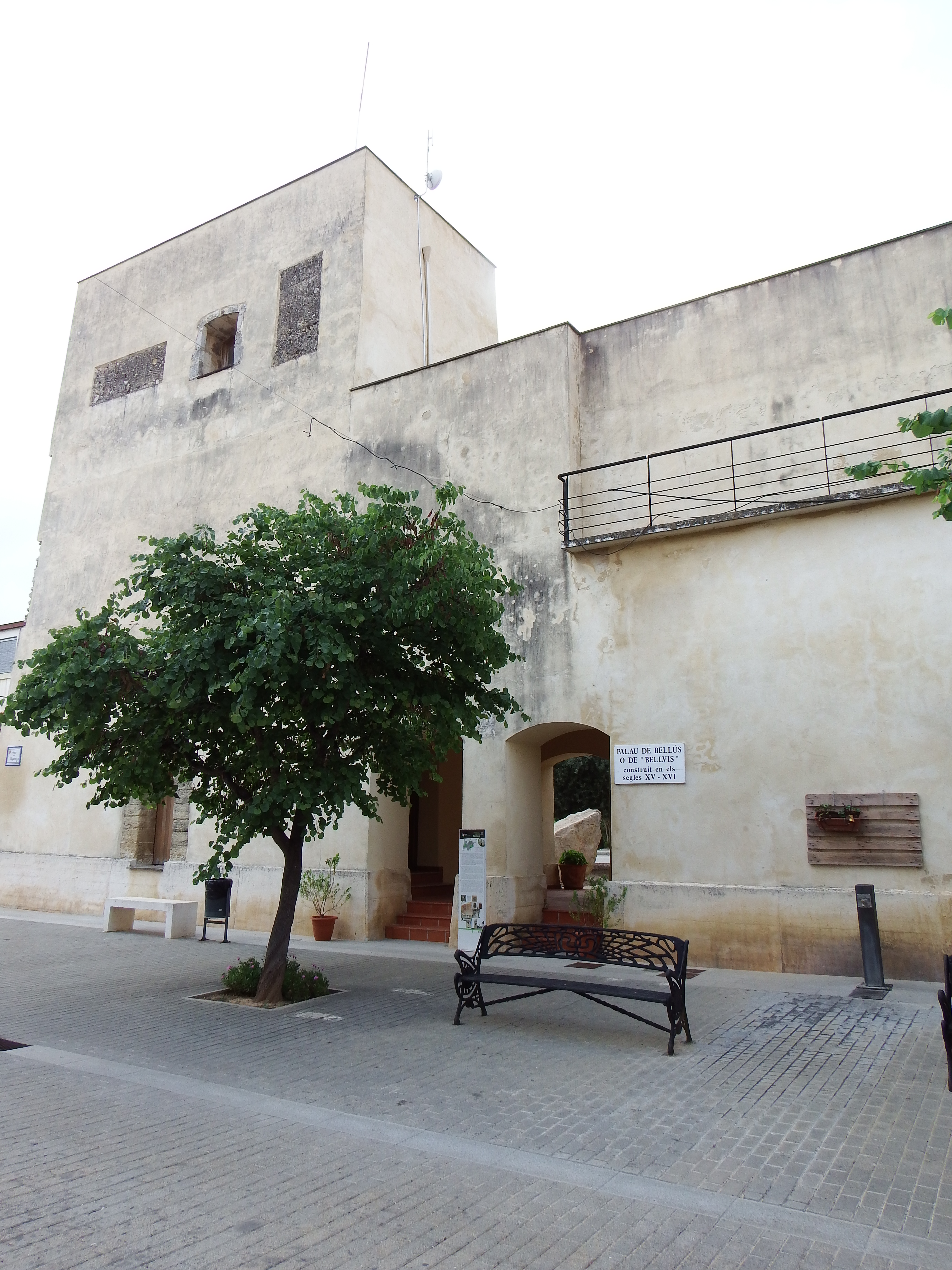
Herrenhaus der Los Bellvís
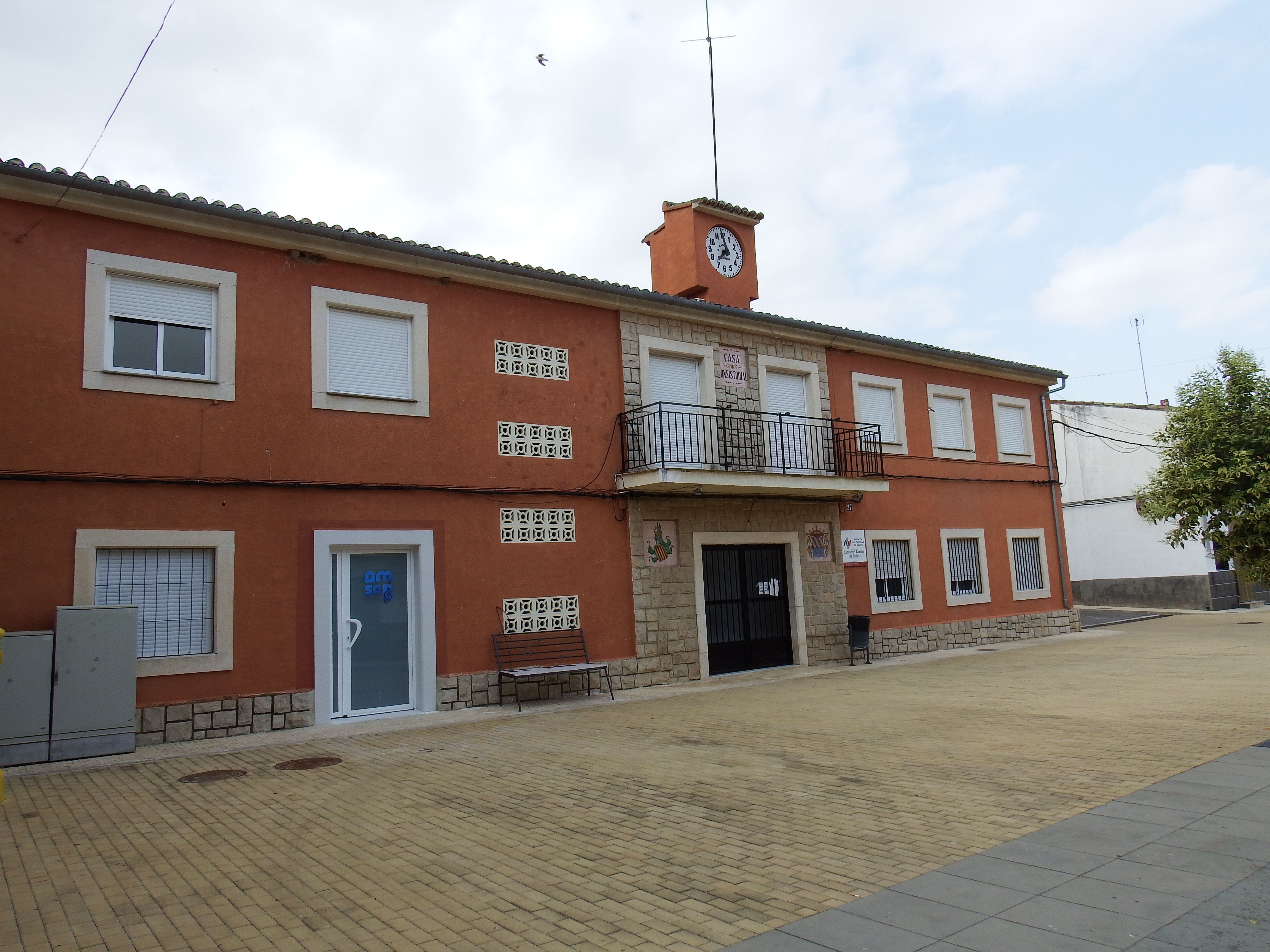
Neues Rathaus